# Ледосброс
Ледосброс — конструкционный элемент напорного бассейна плотин и гидроэнергостанций, служащий для спуска ледяных масс из верхнего бьефа в нижний. Как правило, представляет собой бетонированный водослив, отверстие которого снабжено гидротехническим затвором и направляющими стенками для подвода льда. В большинстве ситуаций ледосбросы располагают в точках наиболее интенсивного ледохода, например — у вогнутых речных берегов.